# Chmielina

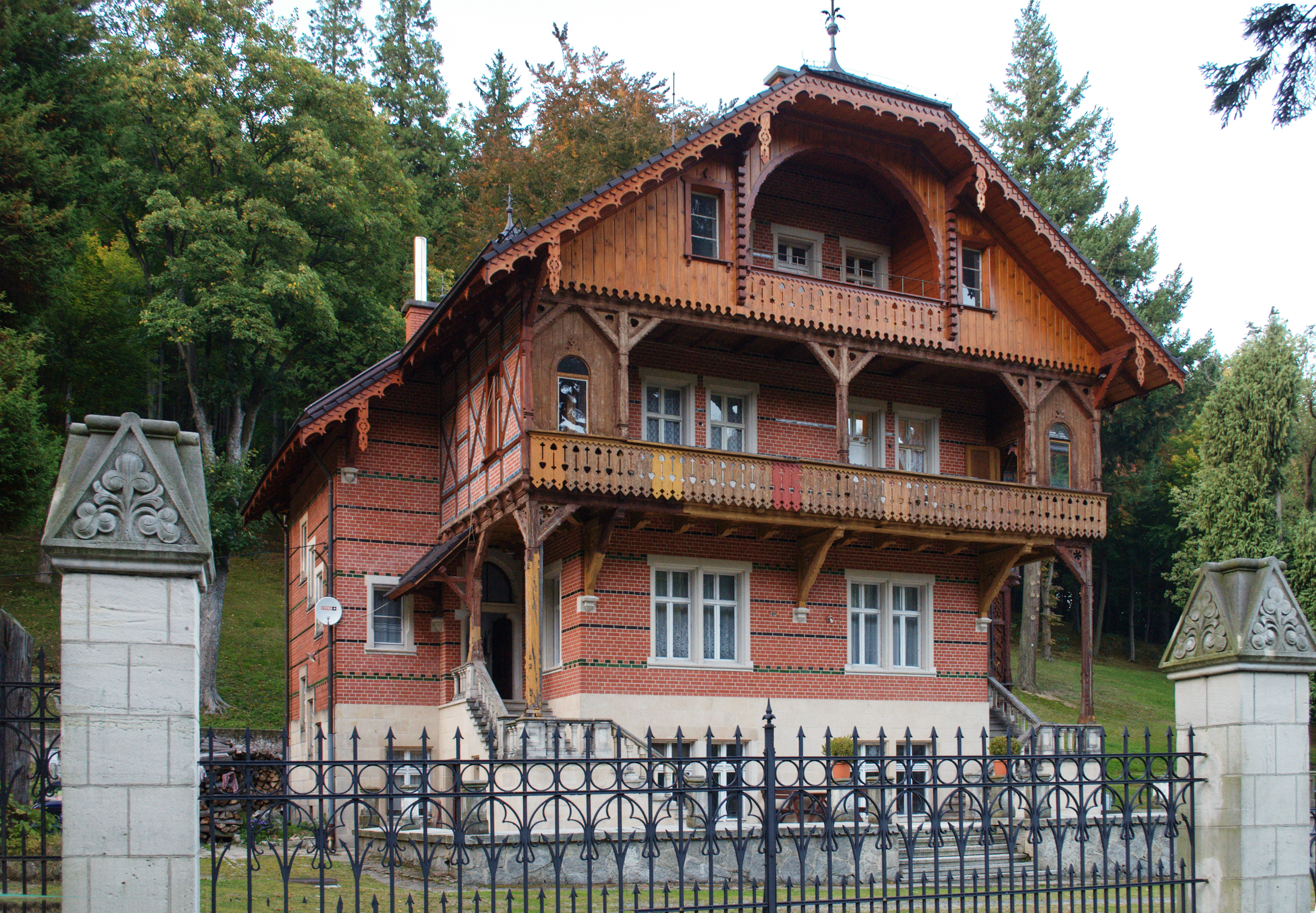
Pensjonat Leśny Dworek d. willa Dieriga Waldhaus w Bielawie

Chmielina (niem.  Hopfenberg, 664 i 643 m n.p.m.) – wzniesienie w południowo-zachodniej Polsce, w Sudetach Środkowych, w środkowej części Gór Sowich. 

## Położenie i opis
Wzniesienie położone na terenie Parku Krajobrazowego Gór Sowich, w środkowej części Gór Sowich, na ich północno-wschodniej krawędzi, około 1,6 km na południowy zachód od centrum Nowej Bielawy, dzielnicy Bielawy.
Dwuwierzchołkowe wzniesienie w kształcie małego grzbietu górskiego o zróżnicowanej rzeźbie i ukształtowaniu oraz dość stromych zboczach: północnych, południowych i wschodnich, z płaską wyrazistą powierzchnią szczytową, na której położone są w bliskie odległości od siebie dwa wierzchołki oddzielone niewielkim płytkim siodłem. Wznosi się w końcowym odcinku bocznego grzbietu, który na wzniesieniu Korczak odchodzi w kierunku północno-wschodnim, od grzbietu ciągnącego się od Słonecznej w kierunku północnym. Od wzniesienia Wrona, położonej po zachodniej stronie oddzielone jest niewielkim siodłem. Wzniesienie wyraźnie wydzielają doliny: od południowego zachodu Ciemny Jar, którym płynie potok górski Bielawica, a od południowego wschodu wyraźnie wykształcona wąska dolina Bielawicy. Południowe-zachodnie oraz południowo-wschodnie zbocze wzniesienia stromo opadają do potoku Bielawica tworząc północną ścianę Ciemnego Jaru. Wzniesienie zbudowane z prekambryjskich gnejsów i migmatytów, w których od północnego zachodu tkwią soczewy amfibolitów, od wschodu serpentynitu, a od południa troktolitów. Zbocza wzniesienia pokrywa niewielka warstwa młodszych osadów z okresu zlodowaceń plejstoceńskich. 
Cała powierzchnia wzniesienia łącznie z partią szczytową porośnięta jest lasem świerkowo-bukowym regla dolnego. Dolinami wydzielającymi wzniesienie prowadzą drogi leśne, które uczęszczane są przez turystów i którymi poprowadzono trasy turystyczne. U podnóża wzniesienia, po północno- wschodniej stronie położona jest Nowa Bielawa dzielnica Bielawy. Położenie wzniesienia, kształt oraz płaski rozciągnięty równoleżnikowo dwuwierzchołkowy szczyt czynią wzniesienie rozpoznawalnym w terenie.

## Inne
- Na szczyt wzniesienia z Ciemnego Jaru, którym płynie potok górski Bielawica prowadzi leśna ścieżka.
- Współrzędne drugiego, niższego szczytu wzniesienia: 50°39'21.200"N, 16°34'14.450"E

## Ciekawostki
- W masywie Chmieliny występują skupienie skał węglanowych.
- Na stokach wzniesienia występują odsłonięcia amfibolitów.
- U południowego podnóża wzniesienia znajduje się „Leśny Dworek” willa rodziny Dierig zbudowana w stylu tyrolskim.